# Baptist Noel (homme politique)
Baptist Noel (2 novembre 1658 - 28 juillet 1690) est un homme politique anglais. Il est député de Rutland . 

## Biographie
Il est le deuxième fils survivant de Baptiste Noel (3e vicomte Campden) et Elizabeth Bertie. Il succède à son demi-frère Henry Noel (homme politique) (en) en 1677. 
Il est juge de paix pour Rutland de 1685 jusqu'à sa mort, puis juge de paix et sous-lieutenant pour le Leicestershire de 1689 à sa mort. Il est élu député conservateur du comté (député) de Rutland en mars 1685. 
Il est mort à l'âge de 31 ans et est enterré à Exton, Rutland. Il épouse Susannah, fille et héritière de Sir Thomas Fanshawe (en) de Jenkins, Barking, Essex. Ils ont un fils et trois filles. Son fils Baptist lui succède et devient le troisième comte de Gainsborough. 